# Gebäudeversetzung

Versetzung der alten Villa Haux 1907 in Ebingen

Bei der Gebäudeversetzung wird der Standort eines gesamten Bauwerks durch Versetzen verändert. Eine Gebäudeversetzung kann der Erhaltung von Denkmalen dienen (Transport in ein Freilichtmuseum oder Rettung von einem gefährdeten Standort), oder die wirtschaftliche Weiternutzung an einem günstigeren Standort im Rahmen einer Stadterneuerung oder nach Bedürfnissen des Eigentümers bezwecken.

## Unterschiedliche Verfahren
Man unterscheidet zwei Verfahren:
- Translozierung: Das Gebäude wird zerlegt, in möglichst großen Einzelteilen transportiert und am neuen Standort wieder aufgebaut. So können markante Teile wie Aufmachung oder Verputz am neuen Standort im (restaurierten) Original gezeigt werden.
- Gebäudeversetzung im engeren Sinne: Das Gebäude wird vom Untergrund gelöst und als ganzes bewegt, durch Rollen oder Gleiten auf entsprechenden Unterlagen.

Beide Verfahren sind eine Form der Rekonstruktion an anderer Stelle, bei denen ein Teil der Gebäudegesamtheit verloren geht (Originale Gründung, baulicher Kontext des originalen Standorts, archäologische Relikte und Bezug zu Vorgängerbauten).

## Bekannte Gebäudeversetzungen

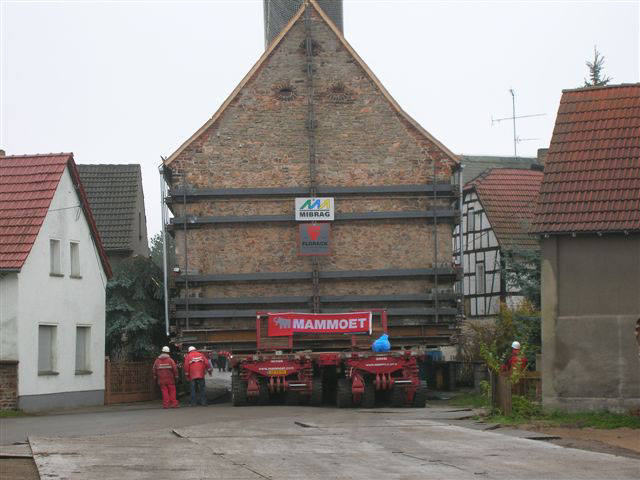
Transport der Heuersdorfer Emmauskirche nach Borna in Sachsen (2007)

- 1851 wurde in London das Marble Arch versetzt.
- 1907 wurde in Ebingen die alte Villa Haux auf die gegenüber liegende Straßenseite verschoben.
- 1959 wurde ein 280 Meter hoher Sendemast von Europe 1 im lotrechten Zustand um 102 Meter verschoben.[1] (Vermutlich handelt es sich um das höchste jemals  verschobene Objekt.)
- 1964 und 1968 wurden die beiden am Nil gelegenen, ägyptischen Tempelanlagen von Abu Simbel um 180 Meter auf eine 64 Meter höhere Lage versetzt, um sie vor der Überstauung durch den Assuan-Staudamm zu retten.
- 1975 wurde die Kirche Mariä Himmelfahrt in Brüx (Most, Tschechien) als einziges Bauwerk des historischen Ortes gerettet.
- 1977–1980 wurde die auf einer Insel im Nil gelegene, ägyptische Tempelanlage Philae mitsamt Insel versetzt, um sie ebenfalls vor der Überstauung durch den Assuan-Staudamm zu bewahren.
- 1996 wurde in Berlin der Kaisersaal der Hotelruine Hotel Esplanade um 75 Meter verschoben. Die Kosten betrugen 1 Million D-Mark (= 510.000 Euro) pro Meter.
- 1997 wurde in Detroit ein Theater 563 Meter weit bewegt.
- 1999 wurden in Beachy Head und am Kap Hatteras Leuchttürme von der erodierten Küste landeinwärts verschoben.
- 2003 wurde in Bad Oeynhausen eine Unternehmer-Villa um 30 Meter verschoben.[2]
- 2006 wurde der historische Portikus des Bayerischen Bahnhofs in Leipzig für Bauarbeiten um 30 Meter nach Osten und im Oktober 2009 nach Ende der Arbeiten wieder zurück an die alte Stelle verschoben.[3]

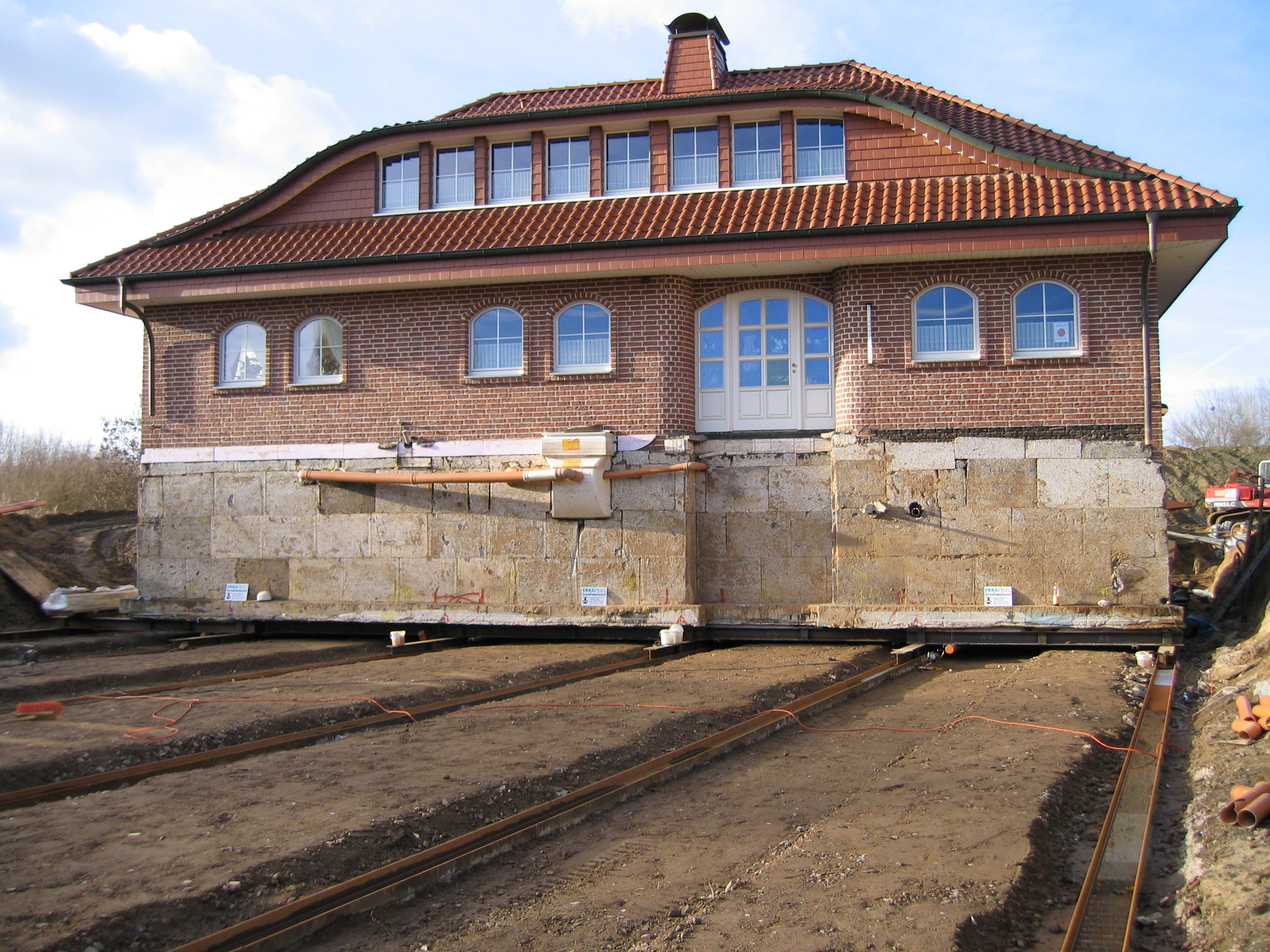
Verschiebung eines Wohnhauses in Bad Oeynhausen um 30 Meter

- 2007 wurde die Emmauskirche von Heuersdorf nach Borna umgesetzt, da der Ort Heuersdorf einem Braunkohletagebau weichen sollte.[4]
- 2012 wurde in Zürich-Oerlikon das ehemalige Verwaltungsgebäude der Maschinenfabrik Oerlikon um 60 Meter verschoben, um Platz für die Durchmesserlinie Altstetten–Zürich HB–Oerlikon zu schaffen.
- 2021 bis 2022 wurde die historische Stabkirche Stiege vom Gelände des Albrechtshauses nach umfangreichen Vorbereitungsarbeiten[5] demontiert, restauriert und an einem neuen Standort in der Nähe des Bahnhofs in Stiege wieder aufgebaut.
- Kirche von Kiruna, 2025 ohne Demontage um fünf Kilometer versetzt.

## Versetzung anderer Bauwerke
Es kam gar nicht so selten vor, dass freistehende oder abgespannte Sendetürme (nicht aus Beton) abgebaut und an anderer Stelle wieder aufgebaut wurden. In einigen Fällen wurden sie nah (nur wenige Meter), in anderen Fällen weit entfernt vom ursprünglichen Standort wieder errichtet. Im ersteren Fall waren es fast durchgehend Türme, die Bestandteil einer Richtantenne für Lang- oder Mittelwelle waren und die nach Inkrafttreten eines neuen Frequenzzuweisungsplans mit einem neuen Arrangement das geforderte Richtstrahldiagramm am besten einhalten konnten. Neben dem Neubau eines Turms bot sich oft auch an, einen Turm der Anlage zu demontieren und am neuen Standort wieder zu errichten.
Es kam auch vor, dass Teile abgebauter Türme für die oberen Teile neuer höherer Sendetürme verwendet wurden. Beispiele hierfür sind die Sendemasten in Donebach und der inzwischen abgerissene Holzturm des Rundfunksenders Ismaning. Nach dem Zweiten Weltkrieg wurden einige Sendetürme in der sowjetischen Besatzungszone von den Sowjetarmee abgebaut und in der damaligen Sowjetunion wieder errichtet. Ein Beispiel hierfür ist der Goliath-Sender.
Auch Freileitungsmaste wurden schon abgebaut und an einem neuen Ort wiedererrichtet. Ebenso wurden kleinere stählerne Aussichtstürme zum Zweck der Restaurierung abgebaut und anschließend wieder aufgebaut.

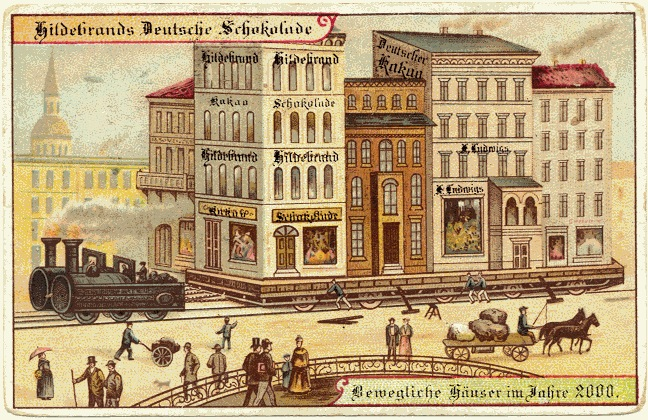
Illustration von 1900